# Taningia danae
A Taningia danae a fejlábúak (Cephalopoda) osztályának a kalmárok (Teuthida) rendjébe, ezen belül az Octopoteuthidae családjába tartozó faj.
Nemének a típusfaja, és talán az egyetlen faja is.

## Neve
A tudományos fajnevét a danae-t a Dana nevű kutatóhajóról kapta. Ezen a hajón a dán tengerbiológus, Åge Vedel Tåning (1890–1958) sok alkalommal utazott.

## Előfordulása
Nem ismert az előfordulási területe, azonban már a Csendes-óceánból és az Atlanti-óceánból is kifogták egyedeit.

## Megjelenése
Az átlagos köpenye 170 centiméteres; az állat hossza mindenestül 230 centiméter. A legnagyobb kifogott példány egy nőstény volt, mely 161,4 kilogrammot nyomott. Ez az állat képes biolumineszcenciára; azaz egyes szövetei fényt bocsátanak.

## Életmódja
Táplálkozási szokásairól eddig nem sokat tudunk. A tudósok eddigi kutatása alapján halakkal táplálkozik.

## Képek

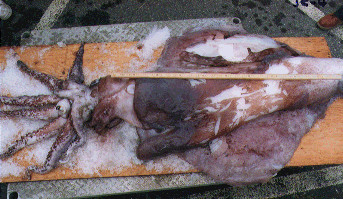
Múzeumi
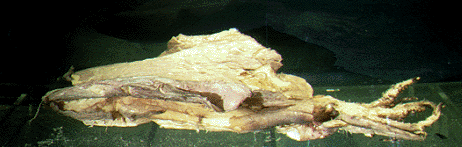
példányok
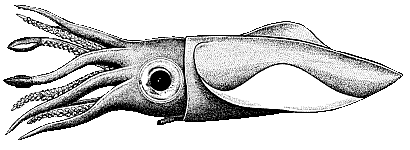
Rajzok a
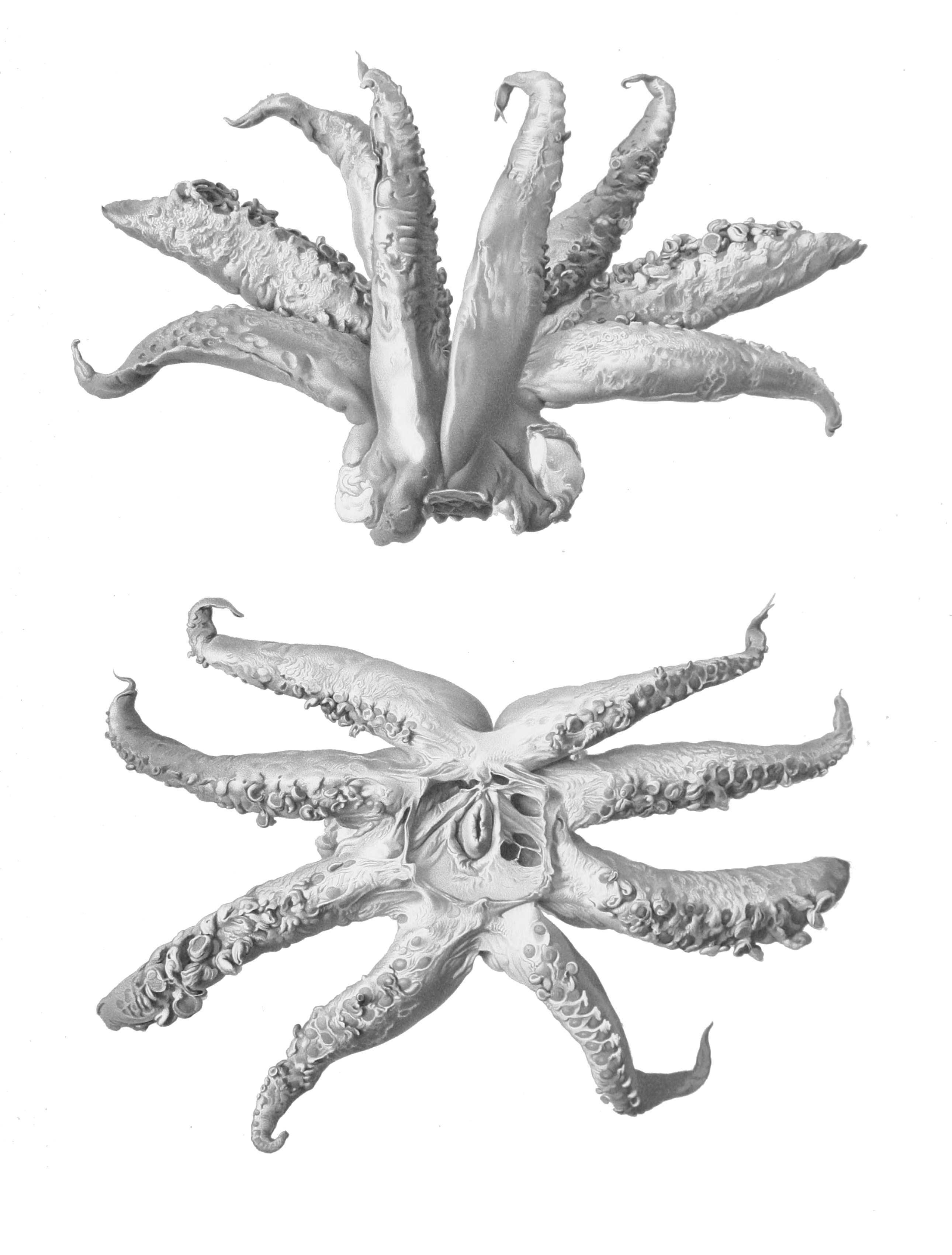
kalmárról

### Fordítás
- Ez a szócikk részben vagy egészben  a   Taningia danae című angol Wikipédia-szócikk ezen változatának fordításán alapul.  Az eredeti cikk szerkesztőit annak laptörténete sorolja fel. Ez a jelzés csupán a megfogalmazás eredetét és a szerzői jogokat jelzi, nem szolgál a cikkben szereplő információk forrásmegjelöléseként.